# Культура України в роки Перебудови
Культура України в роки Перебудови – період у культурі у 90-ті рр. зміни з'явилися внаслідок відмовлення від державного регулювання цієї сфери суспільного життя. Позитивними моментами цього процесу стала відмова від державної ідеології, цензури, набуття справжньої свободи творчості. Але водночас різко скоротилося державне фінансування освіти, науки, установ культури, частково – театрів, музичних колективів, бібліотек. Фактично відбулась втрата державної літератури, образотворчого мистецтва, кіно.
Також діяв так званий «залишковий принцип» фінансування, коли діяла програма «Збереження та розвитку культури й мистецтв». У ньому головну увагу приділялося порятунку найважливіших об'єктів культури. Десятиліття дії «залишкового принципу» сприяли глибокій кризі культури, ускладненої стрімким розвитком ринкових взаємин у 90-ті роки. Будинки культури, бібліотеки, театри, кінотеатри були змушені шукати небюджетні джерела фінансування, займатися пошуком спонсорів, здавати свої приміщення у найм комерційним організаціям. Тим самим було створено економічні передумови для руйнації інфраструктури сфери культури та поступового перетворення традиційних установ в особливий вид комерційних підприємств, орієнтованих не стільки на рішення власне культурних завдань, скільки на отримання прибутку.

## Нові тенденції в культурному житті
Реформи, розпочаті партійним керівництвом на чолі з Горбачовим в 1985, надалі дуже впливають на всі галузі культури. Вирішальне значення мала політика гласності, і навіть пом'якшення чи частковий перегляд деяких постулатів офіційної ідеології. Класовий підхід з його ідейною непримиренністю поступово витіснявся пріоритетом її загальнолюдських цінностей і «соціалістичним плюралізмом» думок. Послаблення цензури викликало бурхливий потік публікацій на раніше заборонені теми. На першому плані висунулися обговорення й осуд «деформацій соціалізму», яких було чимало за 70 років існування радянської влади. Швидко росли тиражі журналів і газет. Періодичні видання мала величезний вплив на суспільну свідомість. Поступово процес розширення гласності став виходити з берегів, заданих партійними реформаторами. Антисталінский критичний заряд публіцистики переростав в антикомуністичний. Ідеології перебудови було нанесено серйозного політико-психологічного удару. 
Стався переворот у політиці в сфері літератури і мистецтва. У цьому плані помітною подією став V з'їзд Спілки кінематографістів кінотеатрів, який відбувся у травні 1986, у якому вперше пролунала публічна критика державного втручання у творчий процес і завдяки якому вона скасувала практику затвердження сценаріїв й отримання санкцій від Держкіно на випуск фільмів у прокат. За два наступних роки державне управління кіновиробництвом і кінопрокатом було майже повністю згорнуто. Культурно-інформаціонний простір розсувався. Масовий читач отримав доступ до літератури, яка роками лежала у «спецсховах». За два-три роки «товсті» літературно-художні журнали повернули читачам десятки творів раніше заборонених авторів. Перебудова принесла великі зміни у міжнародні контакти СРСР. Протистояння двох систем поступово йшло у минуле, падіння Берлінського муру в 1989 символізувало кінець «холодної громадянської війни». «Залізна завіса», що відділала країну від зовнішнього світу, зникла як і ідеологічні фільтри, що контролювали інформацію зовні. Масова західна культура потоком полилася в СРСР, освоюючи новий ринок.
Розширювався культурний обмін. Налагожувалися відносини з російським зарубіжжям, хоча цей процес відбувався нелегко. На відміну від західної громадськості, колишні радянські громадяни, емігранти «третьої хвилі», насторожено сприйняли перебудову. Нестабільність політичної та економічної ситуації та спрощена процедура виїзду із країни сприяли нову хвилю еміграції із країни, що мала переважно національного характеру (єврейська і німецька еміграція). Протягом років перебудови заглибився процес розмежування інтелігенції. Багато її підтримали реформаторський курс партії. Володарями дум стали журналісти й вчені, автори яскравих публіцистичних статей Р. Попов, І.Клямкин, У.Селюнин, М. Шмельов. Великий суспільний резонансу мав публіцистичний збірник «Іншого просто немає», що вийшов 1988 р. під редакцієюЮ.Н. Афанасьєва. З наукового середовища вийшло чимало політичних діячів. Інша ж частина інтелігенції була у опозиції курсу Горбачова. Маніфестом ортодоксально-коммуністичної течії пролунала стаття викладача ленінградського вузу М. Андрєєвої «Мені важко поступитися принципами», опублікований у газеті «Радянська Росія» у березні 1988 р. Серед лідерів національно-патріотичної течії виявилися відомі письменники У.Солоухин, У. Бєлов, У. Распутін, Ю. Бондарєв. Вони виступали проти «вестернізації» країни й констатували наявність «громадянської війни» в літературі.
Ідейні і політичні розбіжності розкололи колись єдині творчі спілки. З парадних казенних заходів з'їзди творчої інтелігенції перетворилися на особливу гостроту. З'являлися нові творчі о6'єднання і колективи. Курс на демократизацію передбачав розширення самостійності трудових колективів. Наукові лабораторії й інститути, вузівські кафедри, театральні колективи отримали право вибирати керівників. Протягом років перебудови кардинально змінилося ставлення держави до релігії і церкви. Ситуація переломилася в 1988 р., коли Російська Православна Церква відзначала 1000-річчя хрещення Русі. Почалося відновлення закритих упродовж тоталітарного режиму монастирів і церков. Були зняті заборони на релігійне навчання, поширення релігійної літератури та предметів культу.

## Освіта в 1980-1990-ті роки
Перебудова внесла деякі корективи до шкільної реформи, реалізація якої почалася 1984 р. У дусі гасла на «прискорення» було висунуто завдання загального комп'ютерного навчання школярів. Проте, як і з починання минулих років, комп'ютеризація залишилася гарним закликом. Насправді реформа звелася до впровадження 11-річного терміну навчання, часткового перегляду навчальних програм і підвищенню зарплати вчителям. 
У 1988 р. узяли новий курс у розвитку школи: відмови від тотальної уніфікації і професіоналізації загальноосвітньої школи, всебічна демократизація і гуманізація освіти. Суть нової реформи полягала у зміні статичної моделі освіти, яка орієнтована на відтворення існуючої структури, на динамічну, націлену на майбутнє. Передбачалося запровадження обов'язкового освітнього мінімуму обсягом дев'ятирічного навчання. Середнє 11-річне навчання оголошувалося не обов'язковим, як раніше, а загальним, тобто держава не гарантувала його доступність. Зниження обов'язкового освітнього мінімуму мало підвищити якість навчання дітей і позбавити школи і ПТУ від «баласту».
Розпочата реформа змінила образ радянської школи. З'явилися нові типи навчальних закладів (ліцеї, гімназії), ослабла регламентація шкільного життя, по-новому стали викладатись предмети гуманітарного циклу. Як уже відзначалося вище, у 90-ті рр. відбувався перехід до нової схеми функціонування культури: освіта, наука мали пристосуватися до ринкових відносин, мистецтво – шукати меценатів для свого існування. Відбувається глобальна комерціалізація культури, повна її залежність від рекламодавців. Попри всі труднощі, досить рівні перебуває російська система освіти. Зберігається певний державний контроль у цій сфері (обов'язкові державні освітні стандарти, єдину форму атестата, диплома). Середня і вища школа пристосовувалися до нових умов роботи, вводячи додаткові платні навчальні курси, відкриваючи приватні освітні установи. Але це гальмується низькою купівельною спроможністю населення. [2, з. 728] Багато різноманітних змін довелося зазнати шкільнії системі освіти. На початку 90-х рр. школа отримала можливість відмовитися від обов'язкового державного мінімуму предметів, з'явилося багато стрімко складених підручників, що спричинило порушення наступності середньої і вищої школи, знизило загальний рівень підготовки школярів. Обов'язковою і безплатною залишилася тільки дев'ятирічна освіта, безкоштовність повної середньої освіти не гарантувалася. 
Нова редакція закону «Про освіту» у грудні 1996 р. закріпила повну середню освіту у ролі загальнодоступного і безкоштовного. Проте, внаслідок надміру низькою оплати вчителям, що й виплачується невчасно, в 1990-ті рр. почався, й тривав масовий відтік педагогічних кадрів з шкіл. Ідуть, зазвичай, найталановитіші вчителя середнього віку. Молоді випускники педагогічних вузів теж прагнуть піти у школу. У результаті російська школа на початку XXI ст. відчуває величезний кадровий голод, що особливо відчутний в глибинці та в регіонах, де місцева влада що неспроможні доплачувати освітянам. Попри скрутне становище системі освіти наприкінці 1990-х рр. виріс престиж вищої освіти, збільшилися конкурси до вузів, старші класи престижних шкіл. Багато середніх навчальних закладах з'явилися профільні класи, з поглибленим вивченням окремих дисциплін. У багатьох державних вузів було створено комерційні відділення, зокрема й у бажаючих одержати друге вищу освіту, аспірантура частково як і стала платній. У вузи ролі вступних іспитів проводиться проведений експеримент із єдиним державним іспитом, що передбачає зараховувати випускні іспити у школах як вступних до вузів. І тут потенційний абітурієнт може подавати свої документи відразу на кілька навчальних установ і бути зарахованим на той, де його документи пройшли конкурсну комісію. У Росії її в 1990-ті рр. з'явилося багато приватні навчальні закладів, розрахованих досить заможних людей. Приватні середні навчальними закладами відрізняються невеличкий наповнюваністю класів, розмаїттям навчальних предметів, але завжди вирізняються високою якістю освіти. З серпня 1996 р. приватних вузів передбачена система державної акредитації. Приватні вузи, які мають її, закриваються. З іншого боку, наприкінці 1990-х рр. почалася розробка 12-річного шкільного навчання, що має були свої прихильники й супротивники. У разі розширення інформаційного простору й обсягу знань і водночас збільшення навантаження учнів, існувала потреба у 12-річному освіті. З іншого боку, останніми роками у Росії отримує стала вельми поширеною дистанційне навчання перебуває, можливе із сучасних комп'ютерів, підключенням до міжнародних системам інформації - інтернет.

## Наука
Для природничих і точних наук роки перебудови стали часом великих кадрових втрат. Перед вченими відкрилися легальні можливості одержати роботу у зарубіжних університетах і наукових інститутах. Високий авторитет радянською науковою зі школи і низька оплата науково-дослідного праці СРСР сприяли помітної «відплив мізків», особливо у фізиці, математиці, хімії і біології. 
Значні зміни відбулися у системі громадських наук. Ідеологізація змінилася пожвавленням в суспільствознавстві, науковим пошуком, частковим відкриттям архівів. В таких умовах визначальне значення має історична освіта. Історична освіта, на думку дослідників, допомагає вийти далеко за межі вузького професіоналізму, суперечить технократизму і однобічності. За сучасних умов важливим чинником став інтерес до «білих плям» вітчизняної історії. Значними тиражами стали перевидаватися праці корифеїв історичної науки – М.М. Карамзіна,С.М. Соловйова, В.О. Ключевського,С.Ф. Платонова. У 1989-1997 рр. були опубліковані праці послідовника Г.В. Вернадського, історика, гуманіста і мислителя Л. В. Гумільова: «Ентогенез і біосфера Землі», «Давня Русь і велика Степ», «Від Русі до Росії» та інших. Обґрунтовуючи свою теорію (вплив ентогенетичного чинника), він, подібно до М.К. Реріха, підтверджує єдність Людини і Природи, закликаючи до національної та духовної терпимості. У науково-технічному плані Росія продовжує відставати від провідних світових держав. Криза фундаментальної і прикладної науки 1990-х рр. обумовлена двома причинами. По-перше, різким скороченням фінансування науки – приблизно у 20 раз проти 80-ми рр. У середньому витрати на науку передбачені в розмірі 2,6 – 2,7% від видаткової частини бюджету. У середньому у 14 раз скоротився обсяг державних замовлень на військові науково-дослідні та дослідно-конструкторські розробки. Очевидна тенденція до згортання інноваційного потенціалу. Конкурси отримання грантів не виправляють становища, а підгодовують лише деяких науковців, насамперед із Москви. Лише одиниці наукових колективів змогли пристосуватися до ринкових умов, організувавши власне виробництво технічних новинок чи знаходячи покупців закордоном. По-друге, відсутність державної стратегії європейської науки, що призвело до збереження застарілої системі організації. З'явилася маса академій, зокрема і на громадських засадах, які присуджують звання академіків за встановлений ними грошовий внесок практично кожному охочому, і навіть діячі вищої школи могли отримати звання академіка свого відділення РАН (передусім, це керівний склад регіональних вузів).
Відсутність управління і функцію контролю науки призвело до значної розтрати наукового потенціалу: «відплив мізків» до інших держав і у комерційні структури. Кількість працюючих вчених у сфері науки скоротилося за 1990-ті рр. з 4,2% до 2,5% від загальної кількості зайнятих у Раді національної економіки. Дослідницька і приладова база російської науки, що відповідає за оснащеністю 26% від оснащення наукових установ. У результаті лише приблизно 10% російських наукових робіт є конкурентоспроможними на світовому ринку наукової продукції.

## Художнє та духовне життя в 80-90-ті роки
Упродовж років перебудови сталися принципові зміни у відносинах художньої культури з владою та суспільством. З одного боку, література і мистецтво позбулися ідеологічного диктату, з іншого – художні твори перестали займати позицію єдиного «клапана» для виходу соціальних настроїв. У перші перебудовні роки роль літератури була надзвичайно великою.[3, з. 450]
До вітчизняної культури поверталися раніше заборонені твори. Із середини 80-х рр. почали друкувати вірші М. Гумільова, У. Ходасевича, Р. Іванова, проза і вірші У. Набокова. Широко видавалися твори М. Цвєтаєвої, М. Булгакова, А. Ахматової, А. Платонова, А. Солженіцина. У 1987 р. було опубліковано роман Б. Пастернака «Доктор Живаго», за який автор отримав Нобелівську премію, 1988 р. – роман У. Гроссмана «Життя невпинно й доля», вилучений на початку 60-х рр. органами держбезпеки, 1989 р. – «Архіпелаг ГУЛАГ» А. Солженіцина, за який автор розплатився висилкою із країни. Крок по кроку журналісти розширювали простір гласності. Відкривши свої запасники, література зовсім на вичерпалася – змінилася роль, яку вона традиційно грала у суспільстві. Художня література перестала бути єдиним способом висловлення громадянської позиції, єдиним джерелом слів правди. Загострення політичних змагань, погіршення економічної ситуації, конкуренція з телебаченням переключали увагу громадськості з книжкових новинок на поточні новини.[3, з. 451]
Ці процеси впливали і на театральну аудиторію. Театр, який в доперебудовні роки і на початку перебудови був рупором громадських ідей, змушений був поступитися драмі життя. Театральний репертуар став найрізноманітнішим, з'явилося багато нових театрів і студій, але глядацькі зали порожніли. Перебудова у кіно почалося з виходу екран «поличкових» фільмів: «Чи тугий вузол» (режисер М. Швейцер), «Перевірка на дорогах» і «Мій друг Іван Лапшин» (режисер А. Герман), «Агонія» (режисер Еге. Климов), «Комісар» (режисер А. Аскольдів). Отримала розвиток кінодокументалістика, тематичний діапазон якої розширився – від висвітлення «білих плям» історії до постановки гострих соціальних проблем. При ослабленні ідеологічного диктату в кіномистецтві дедалі помітнішим ставав диктат ринку. Фільми Федеріко Фелліні, Інгмара Бергмана, Андрія Тарковського, котрі вийшли великими тиражами на екрани, дуже швидко були витіснені масовою американською кінопродукцією.